# 우리도 사랑일까
《우리도 사랑일까》(영어:  Take This Waltz)는 2011년 개봉한 캐나다의 드라마 영화이다.

## 줄거리
28세 프리랜서 작가 마고는 토론토의 한적한 동네에서 남편 루와 5년 차 결혼 생활을 하고 있다. 평온하지만 어딘가 무료한 일상 속에서 마고는 길 건너편에 사는 예술가이자 릭샤 운전사 다니엘에게 강렬한 끌림을 느낀다.
우연히 캐나다 노바스코샤에서 다니엘과 재회한 마고는 귀국길에 그와 가까워지고, 서로에게 호감을 느끼지만 마고는 자신이 유부녀임을 밝힌다. 마고는 남편 루와 편안한 관계를 유지하고 있지만, 다니엘과의 만남을 이어가며 자신의 감정에 혼란을 느낀다. 루는 요리책 집필에 몰두하고, 마고는 루의 가족, 특히 루의 여동생이자 절친인 제럴딘과 매우 가깝게 지낸다.
마고와 다니엘은 계속해서 만남을 이어가고, 마고는 다니엘에게 자신의 고민과 글쓰기에 대한 이야기를 털어놓는다. 어느 날, 마고는 다니엘에게 30년 후 루이스버그 등대에서 키스하겠다고 농담한다. 다니엘은 마고가 유부녀라는 사실에 좌절하지만, 육체적인 관계를 맺지는 않는다. 루와 마고의 결혼기념일에 다니엘은 자신의 릭샤로 부부를 영화관에 데려다준다. 마고와 다니엘은 수영장에서 묘한 감정을 공유하고, 놀이공원에서 하루를 보내며 더욱 가까워진다. 다니엘의 집에서 마고는 감정이 격해져 울음을 터뜨리고, 루를 다치게 할까 봐 두려워하며 자리를 떠난다.
루는 제럴딘의 금주를 기념하는 파티에 다니엘을 초대한다. 다니엘은 마고와 루가 함께 춤추는 모습을 보고 실망하고, 마고에게 자신의 감정을 솔직하게 이야기한다. 마고와의 관계가 행복을 가져다주지 않을 것이라고 판단한 다니엘은 갑자기 이사를 가고, 마고에게 2040년 재회를 약속하는 루이스버그 엽서를 남긴다. 그날 밤, 마고는 다니엘과 열정적인 키스를 나누는 꿈을 꾸고, 다음 날 루에게 이혼을 요구한다.
마고는 다니엘과 재회하여 사랑을 나누지만, 이전의 뜨거웠던 열정은 식어버린 듯하다. 루는 요리책을 출간한다. 제럴딘의 재발 소식을 들은 마고는 루의 집으로 돌아가 제럴딘의 딸을 위로하고, 술에 취해 돌아온 제럴딘에게 비난을 받는다. 제럴딘은 마고의 행동이 자신보다 더 나쁘다고 말하며, 마고가 환상적인 행복을 좇았을 뿐이라고 일침을 가한다. 루와 마고는 마지막으로 대화를 나누고 마고는 떠난다. 시간이 흐른 후, 마고와 다니엘은 이전의 마고와 루처럼 평범한 일상을 보내지만, 둘 사이의 열정은 사라진 것처럼 보인다. 영화는 마고가 혼자 놀이공원 기구를 타는 모습으로 끝을 맺는다.

## 출연
- 미셸 윌리엄스 - 마고
- 세스 로건 - 루 루빈
- 루크 커비 - 대니얼
- 세라 실버먼 - 제럴딘
- 에런 에이브럼스 - 에런 루빈
- 더스틴 피터스 - 제임스
- 앨버트 하월 - 앨버트

## 한국판 성우진(KBS)
- 배정미 - 마고(미셸 윌리엄스)
- 사성웅 - 루 루빈(세스 로겐)
- 김일 - 대니얼(루크 커비)
- 차명화 - 제럴딘(세라 실버먼)
- 곽윤상 - 제임스(더스틴 피터스)
- 문관일 - 앨버트(앨버트 하우웰) / 마을 관리
- 이문희 - 경찰(장 미셸 르 갈) / 병사(글렌 데이글) / 수영 강사
- 박상경 - 토니(바네사 카터) / 승무원(셰릴 매키니스)
- 신송이 - 아이린(다이앤 플랙스)
- 김정미 - 루의 엄마(다이앤 다퀼라)